# Molophilus spinifer
Molophilus spinifer är en tvåvingeart som beskrevs av Paul Lackschewitz 1940. Molophilus spinifer ingår i släktet Molophilus och familjen småharkrankar. Inga underarter finns listade i Catalogue of Life.